# 론 프리먼

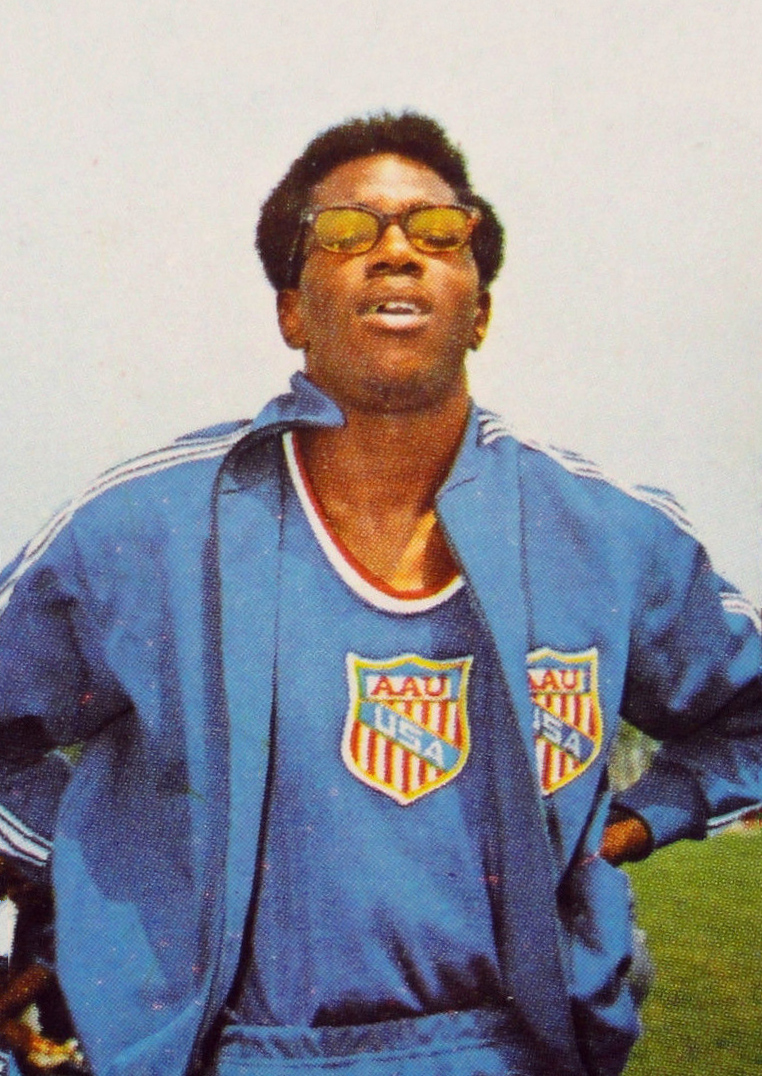

론 프리먼(Ron Freeman, 본명: Ronald John Freeman III, 1947년 6월 12일 ~ , 뉴저지주 엘리자베스 출생)은 미국의 전직 육상 경기 선수이다. 1968년 하계 올림픽에서 프리먼은 4×400m 계주에서 금메달, 400m에서 동메달을 획득했다. 프리먼은 미국 4×400m 계주 팀의 2차전에서 2분 56초 16의 세계 신기록으로 금메달을 획득했다. 그의 계주 구간 시간(43.2초)은 역대 가장 빠른 4x400m 계주 구간이었으며 그의 기록은 25년 이상 지속되었다.
엘리자베스에서 자란 프리먼은 토머스 제퍼슨 고등학교에 다녔다.